# Hulman zlatý
Hulman zlatý (Trachypithecus geei) je kočkodanovitá opice z podčeledi hulmanů (Colobinae), která se vyskytuje pouze v malé oblasti na hranici Ásámu a Bhútánu. Vzhledem k životu v nepřístupném terénu se hulman zlatý stal jedním z posledních vědecky popsaných velkých savců. Ačkoli sporé zmínky o jeho existenci lze vysledovat až do 19. století, vědecky popsán byl teprve roku 1956. Na základě malého areálu výskytu, ztráty biotopů a dalších hrozeb je pokládán za ohrožený druh. 
Jde o štíhle stavěnou opici o délce 50–75 cm, s dlouhými končetinami a dlouhým ocasem, který bývá delší než tělo. Zlatavé zbarvení, jež těmto opicím vyneslo jméno, má srst zejména během zimních měsíců, přes léto bývá spíše bělavá. Hulmani zlatí žijí v různých typech lesů, většinu času tráví ve stromovém baldachýnu. Tvoří skupiny vedené jedním, zřídka dvěma samci. Jídelníček tvoří zejména listy, ale i jiná rostlinná a výjimečně i živočišná potrava. Doba březosti činí 168–180 dnů, novorozené mládě má bílé zbarvení a dospělý odstín srsti získává až za několik let.  

## Objev a systematika
Hulman zlatý patří mezi poslední vědecky popsané velké savce, popisu se dočkal teprve na začátku druhé poloviny 20. století. Oblast na hranici Ásámu a Bhútánu, ve které tato opice přežívá, je totiž přístupná pouze omezenou část roku a případný návštěvník se musel potýkat s obtížným terénem místních pěších horských stezek, jež bývaly přervány stržemi a divokými říčními proudy. Ačkoli nejstarší zprávy o místních opicích sahají až do 19. století, všechny představují sotva triviální zmínky. Pravděpodobně nejstarší z nich zanechal roku 1838 britský důstojník Robert Boileau Pemberton ve svém textu o Bhútánu, kde se zmiňuje o zjevně nové rase opice, kterou měl možnost spatřit jistý Dr. Griffith. Z roku 1907 pochází pozorování od britského lesníka a přírodovědce Edwarda Oswalda Shebbearea, roku 1919 byla opice nejistého taxonomického zařazení uvedena do seznamu obratlovců bengálského okresu Jalpaiguri a na konci 40. let se o opicích zmínili C. G. Baron či H. E. Tyndale.
Tyndale pracoval na čajových plantážích a společně se svým spolupracovníkem A. V. Pullanem o objevu „krémově zbarveného hulmana od řeky Sankoš“ osobně informovali amatérského přírodovědce a znalce indické fauny – a rovněž pěstitele čaje – Edwarda Pritcharda Geeho. Gee se v doprovodu dalších mužů vydal v listopadu roku 1953 do vesnice Jamduar, kde jejich výzkumná skupina skutečně objevila několik tlup vědě dosud neznámých opic. V srpnu následujícího roku Gee o svém objevu, podpořeného barevným filmovým záznamem, referoval Dr. W. C. Osmanu Hillovi z Londýnské zoologické společnosti, v lednu roku 1955 pak i vládní organizaci Zoological Survey of India. Vědeckého popisu se hulman zlatý dočkal roku 1956, a to na základě šesti vzorků získaných právě průzkumníky Zoological Survey of India.
Autorem původního vědeckého jména Presbytis geei se stal H. Khajuria, jenž nový druh pojmenoval na Geeho počest. Jisté zmatky vyvolala skutečnost, že Gee, jenž byl Khajuriaův blízký přítel a měl k dispozici vědecký článek ještě před jeho publikací, jméno Presbytis geei neopatrně použil ve svém článku vydaném před oficiálním popisem druhu. Někteří autoři tak Geeho nesprávně označovali jakožto popisnou autoritu.
Současná systematika klasifikuje hulmana zlatého v rámci rodu Trachypithecus, jenž vůči rodu Presbytis nemusí být sesterský. Oba dva rody patří do podčeledi hulmanů (Colobinae) v rámci kočkodanovitých opic (Cercopithecidae). Blízkým příbuzným hulmana zlatého je hulman chocholatý (Trachypithecus pileatus) a podle některých hypotéz mohou mít tyto dva druhy původ v hybridizaci mezi rody Trachypithecus a Semnopithecus, jejichž přirozený výskyt se v Bhútánu protíná. Mohly by tak být povýšeny i na samostatný rod. Jiné studie takový pohled nepodpořily. Co se týče vnitrodruhové taxonomie, populace ze severního Bhútánu může vystupovat jakožto samostatný poddruh T. g. bhutanensis Wangchuk, 2003. Oddělení od nominátního poddruhu na jihu zprostředkovává geologický zlom v místě subdukce Indického subkontinentu. Ne všichni však tuto vnitrodruhovou taxonomii uznávají, dle Mezinárodního svazu ochrany přírody (IUCN) nebyl poddruh bhutanensis popsán v souladu s Mezinárodními pravidly zoologické nomenklatury.

## Popis

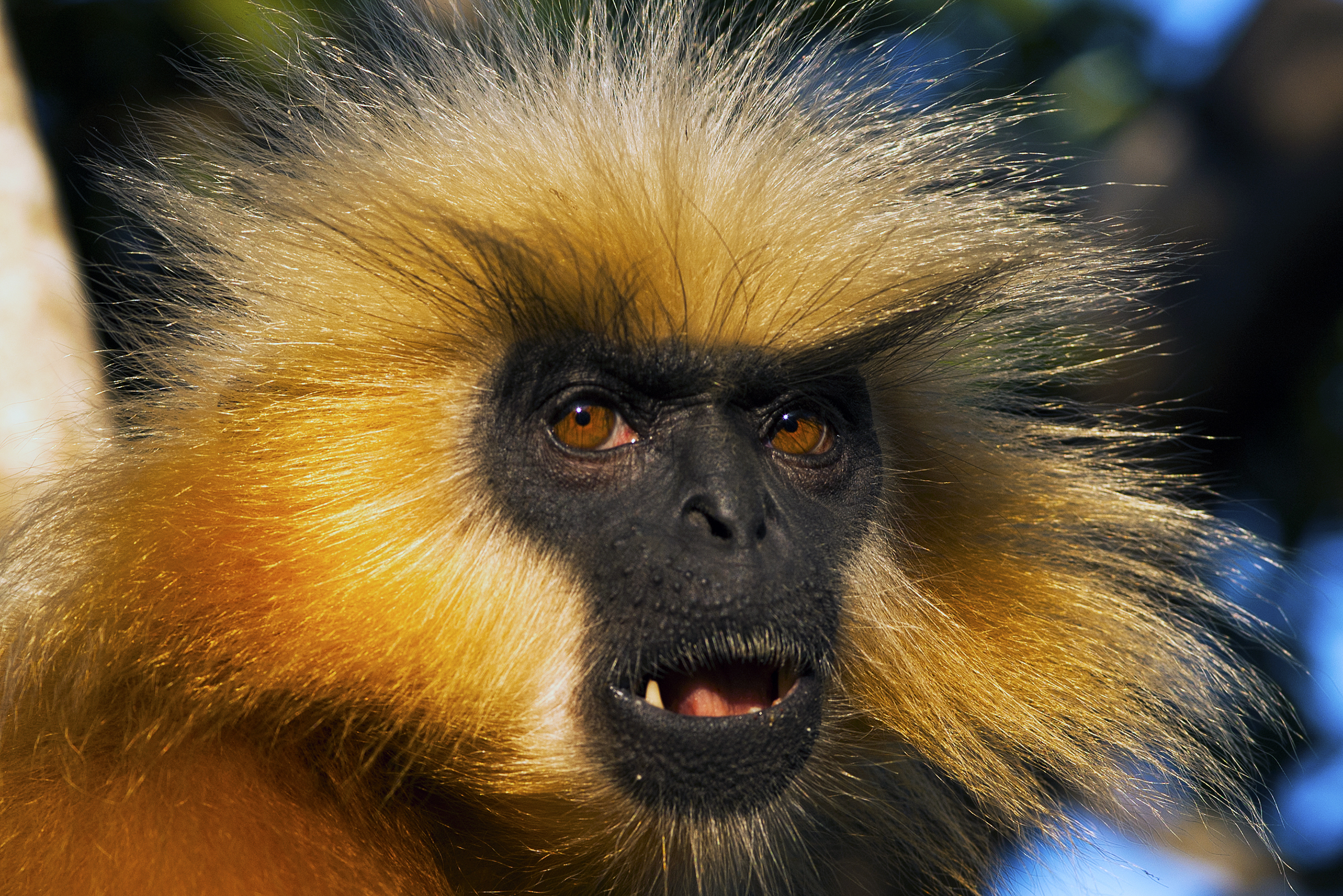
Detail hlavy

Hulman zlatý je kočkodanovitá opice se štíhlou stavbou těla, dlouhými končetinami a dlouhým ocasem. Délka hlavy a těla se pohybuje mezi 50–75 cm, zatímco délka ocasu se pohybuje mezi 70–100 cm. Samci bývají o něco větší než samice, mají znatelně delší ocas s větším střapcem srsti na konci a také výraznější špičáky. Délka těla činí v případě dospělého samce asi 95 cm, délka ocasu pak asi 97,5 cm. Dospělá samice měří v průměru asi 89 cm, přičemž ocas dosahuje průměrné délky asi 86,6 cm. Tělesná hmotnost se pohybuje mezi 9 až 12 kg, přičemž průměrná hmotnost samic činí jen asi 9,5 kg.
Zbarvení srsti dospělých jedinců je, navzdory českému druhovému jménu, proměnlivé. Jasnými zlatými odstíny srst vyniká pouze na slunci, zatímco v horších světelných podmínkách působí spíše jako tmavě krémová. Odstíny srsti se také různí v závislosti na ročním období. S koncem zimy na sklonku února srst získává krémové až bílé zbarvení, zatímco během chladnějšího období od listopadu do února je srst zbarvena kýženým zlatavým až kaštanovým nádechem – tuto sezonní proměnlivost zachytili již první pozorovatelé, jejichž zmínky o hulmanech předcházely oficiálnímu popisu druhu. Srst má o něco sytější odstíny na hřbetě a bocích, zatímco na spodních partiích je světlejší. Jižní populace hulmana zlatého mívají zbarvení jednotnější oproti populacím severním. Obličej zůstává neosrstěný, jeho holá kůže má jednotné černé zbarvení. Tvář doplňuje světlý vous, neupravený chomáč vlasů na temeni a dlouhá srst okolo uší. Prodloužená srst na hlavě tyto opice chrání před prudkým slunečním svitem, respektive pomáhá odvádět dešťovou vodu.

## Výskyt
Hulman zlatý je endemitní druh Bhútánu a Ásámu. V indickém Ásámu jeho populace vymezují řeky Mánas (na východě), Sankoš (na západě) a Brahmaputra (na jihu). V Bhútánu se areál výskytu soustředí výhradně na úpatí Černých hor, které představují jeden z podcelků himálajského pásma. Celkový rozsah obývaného území zůstává malý, mj. protože areál výskytu trpí silnou fragmentací. Mezinárodní svaz ochrany přírody k roku 2024 očekává, že bhútánská populace obývá území o celkové rozloze asi 3 136 km2, indická populace území o celkové rozloze asi 1 255 km2. Nepůvodní populace byly vysazeny na říčním ostrově Umánanda na Brahmaputře (tato populace vyhynula roku 2020) a v rezervaci Sipahijala v indické Tripuře.
Jakožto opice žijící ve stromovém baldachýnu jsou hulmani zlatí závislí na lesních porostech. Tolerují však široké spektrum lesů, z výčtu stanovišť lze jmenovat nížinné stálezelené lesy, poloopadavé lesy, vlhké opadavé lesy (často s dominancí damarovníků), subtropické lesy, do určité míry tolerují i druhotné lesní porosty. Studie z roku 2004 informovala o dlouhodobě přežívající populaci na plantáži kaučukovníků v Ásámu.
Hulmani zlatí tolerují široký rozptyl nadmořských výšek. Na jihu areálu výskytu žijí ve výškách blízkých hladině moře, na severu pronikají až do oblastí přesahujících 2 600 m. Areál výskytu hulmana zlatého v místě subdukce Indického subkontinentu protíná geologický zlom, přičemž směrem na sever a na jih od tohoto zlomu dochází k výrazné změně podmínek. Na jihu se nadmořská výška pohybuje od 40 do 900 metrů a srážky činí asi 5 000 mm/rok. Na severu nadmořská výška přesahuje alespoň 1 000 metrů (resp. i více než 7 000 metrů) a podnebí je sušší, se srážkami o průměru max. 1 000 mm/rok.
V rámci svého areálu výskytu hulmani zlatí sympatricky žijí s jinými druhy primátů, jako je makak rhesus (Macaca mulatta) nebo outloň bengálský (Nycticebus bengalensis). S příbuzným hulmanem chocholatým (Trachypithecus pileatus) se mohou zřejmě křížit.

## Chování a ekologie

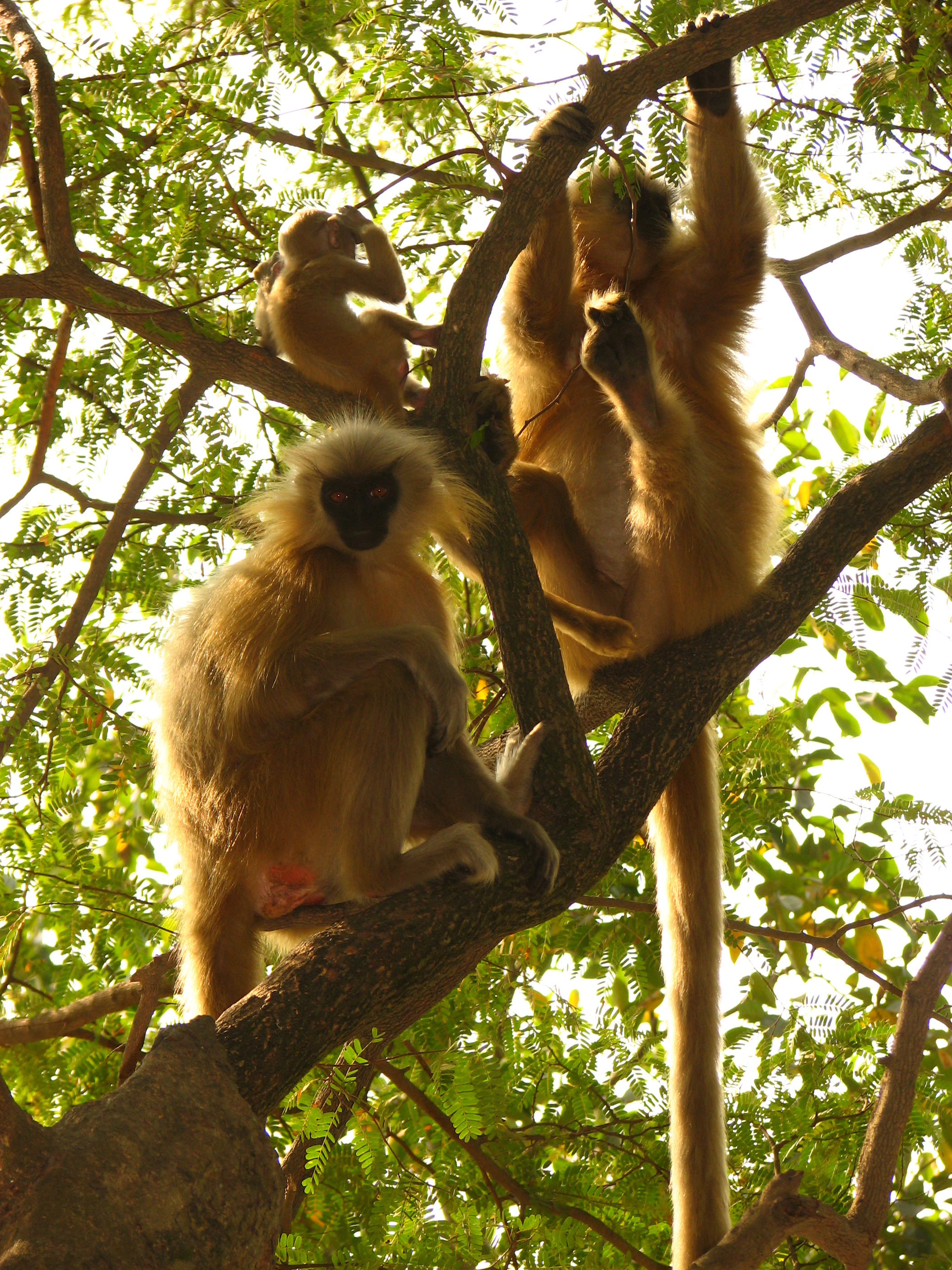
Hulmani zlatí v Ásámu

Hulmani zlatí byli ve svém přirozeném prostředí podrobněji studováni již zanedlouho po vědeckém popisu. Například již roku 1957 se na indo-bhútánskou hranici vydala německá expedice pod vedením zoologa von Maydella, která hulmany pozorovala po osm týdnů. O chování těchto opic je díky von Maydellovi i všem jeho následovníkům známo relativně dostatečné množství informací. Oproti některým jiným zástupcům podčeledi hulmanů jde však o vcelku plachá zvířata, která se straní lidské přítomnosti, což jejich pozorování poněkud ztěžuje (a zaznamenané chování může být přítomností pozorovatelů ovlivněné).
Jde o stromové opice, které 99 % času tráví ve středních patrech lesa a stromovém baldachýnu. Hulmani se při pohybu ve větvích odrážejí svýma dlouhýma nohama a při svých obratných skocích přistávají zpět na všechny čtyři končetiny. Na větších větvích či na zemi se pohybují i kvadrupedně. Na zem však slézají pouze zřídka, většinou zde hledají vodu během sucha, solné lizy, anebo se tudy jen přesouvají přes nezalesněné koridory. V narušených lesních biotopech se nicméně na půdě přikrmují ovocem a jinými plodinami a holdují tak stromovým zvykům o něco méně než v přirozených podmínkách.
Během dne tráví hulmani 12,8–33 % času krmením, 40–63,14 % odpočinkem, 6,29–19 % přesuny, 5–11,54 % hlídkováním, 2–3,7 % hrou a 0,35–6 % groomingem a dalšími společenskými aktivitami. Denně hulmaní tlupa urazí 200 až 700 m. Nejaktivnější bývají zejména ráno, respektive i během pozdního odpoledne, zatímco během poledne odpočívají a věnují se vzájemným sociálním interakcím. Pokud nesvítí slunce, opice mohou aktivně trávit větší část dne. Noc hulmani tráví v bezpečí stromových korun (typicky se jedná o tytéž stromy, na nichž si sháněli potravu).

### Potrava

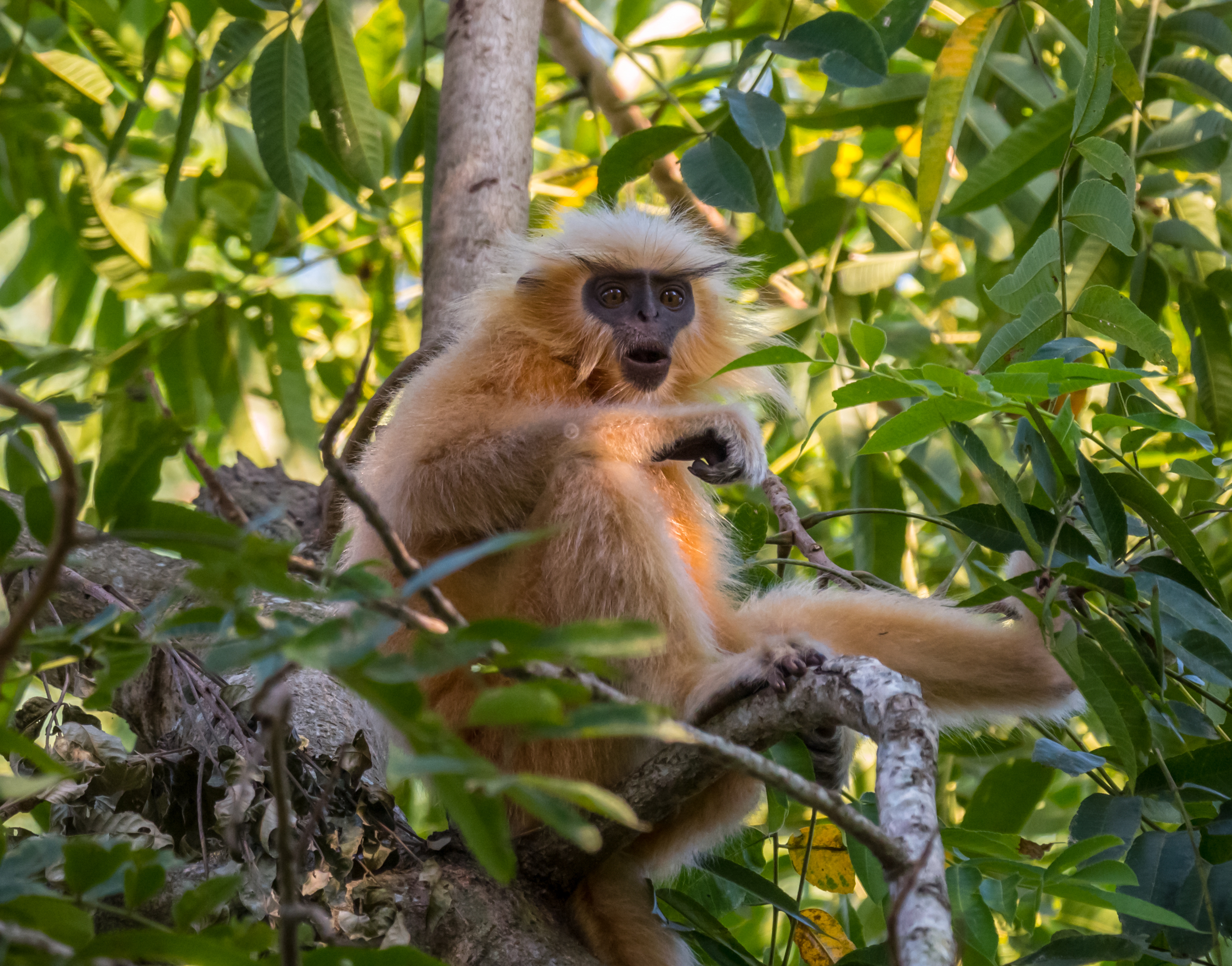
Hulman zlatý v Národním parku Manas

Hulmani zlatí jsou takřka striktními býložravci, kteří se živí více než 200 druhy rostlin. Požírají zejména listy (čerstvé i starší), zralé i nezralé plody, pupeny a poupata, semena, větvičky a květy (např. ze stromu Dillenia pentagyna). Nejčastější potravou jsou mladé listy. Na základě jednoho terenního pozorování tvoří asi 60 % jídelníčku listí, 24,6 % plody, 5,99 % listové řapíky, 2,5 % květy a poupata a 2,56 % kůra a výhonky. Hulmani se vzácněji přiživují i méně obvyklou potravou, jako je přírodní latex, řasy a další. V indickém Ásámu byla popsána tlupa hulmanů, která z nejasných důvodů vyhledávala vzácnou vodní áronovitou rostlinu Cryptocoryne retrospiralis. V podrostu se s oblibou krmí i na keřích luštěnin, pronikají i na obdělávané oblasti, kde je přitahuje kardamom, tapioka a kvajáva. Někdy se přikrmují i hmyzem nebo plži a jinou živočišnou potravou.
Složený žaludek slouží jako fermentační komora a napomáhá se zpracováním špatně stravitelné potravy založené na listech – tato adaptace je charakteristická i pro ostatní zástupce podčeledi hulmanů. Trávení listů je však zdlouhavý proces, kvůli čemuž opice značné množství času stráví letargicky. Ovoce je nutričně lepší zdroj potravy než listí, ale zároveň často roste jenom omezenou část roku – právě zralé i nezralé plody jsou jedním z mála důvodů vzájemných potyček. Vodu hulmanům pokrývají jejich potravní zdroje, během léta však využívají i napajedel.

### Sociální struktura a rozmnožování

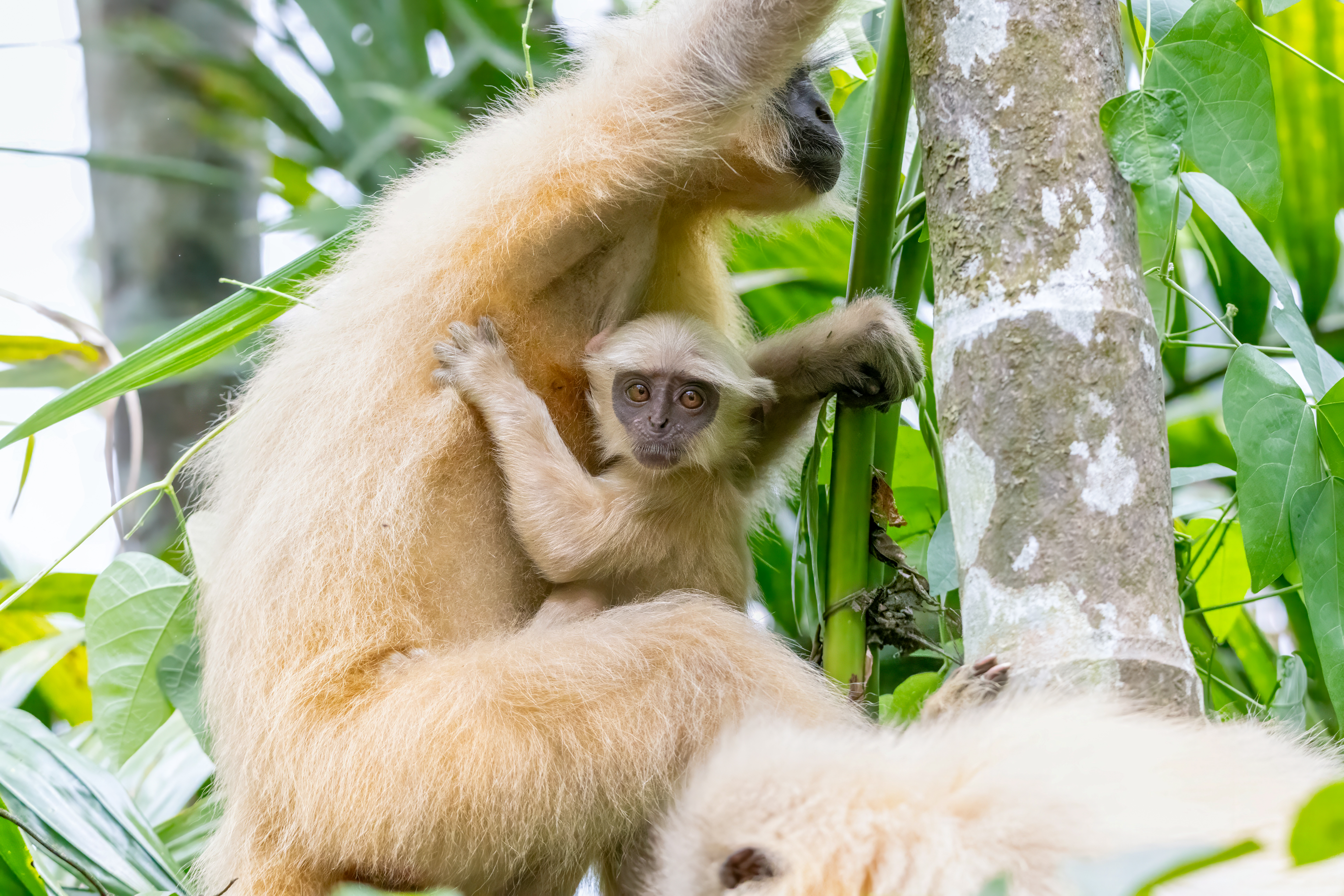
Samice a mládě

Hulmani zlatí žijí ve skupinách vedených jedním, případně dvěma samci, přičemž mladí samci mohou vytvářet společné bakalářské skupiny. Velikost tlupy je ovlivněna typem lesních stanovišť a dostupností potravních zdrojů. V ideálních podmínkách žije v jedné tlupě asi 3–15 opic. Do největších skupin se hulmani paradoxně sdružují v nevhodných, typicky narušených biotopech. V takových tlupách může žít až 50 jedinců, nicméně oproti přirozeným podmínkám znatelně klesá porodnost samic. Terénní studie v indické rezervaci Chakrashila určila průměrnou velikost skupiny na 7,4 jedinců. Na základě skupiny a biotopů činí domovské území jedné tlupy 10 až 58 ha. Nejde o příliš teritoriální opice, vnitroskupinové i meziskupinové potyčky se objevují jen vzácně, spíše v důsledku nedostatku potravních zdrojů. Agresivní chování lze pozorovat zejména u samců, vzájemné konflikty se však většinou omezují na ritualizovaný souboj, při němž skáčou po větvích, vydávají chrochtavé zvuky a případně svému sokovi imponují vyceněnými špičáky a hlasitými ostrými tóny.
O rozmnožování hulmanů zlatých je známo relativně malé množství informací. Odhadovaná doba březosti je 168–180 dnů, přičemž porody jsou většinou načasovány tak, aby mládě přišlo na svět během největší hojnosti potravy (tj. během nejvyšších srážek). Porodní interval činí dva roky. Reprodukční chování hulmanů zlatých se vyznačuje několika pozoruhodnostmi. Ke kopulujícím párům se například často přibližují jiní členové tlupy a buďto je ze zvědavosti pozorují, anebo se akt snaží z různých důvodů překazit. Oproti mnohým kočkodanovitým opicím také u hulmanů zlatých nikdy nebyla zaznamenána infanticida, ačkoli prioritní úlohou vůdčího samce zjevně i tak zůstává chránit tlupu před cizími vetřelci, zatímco samice se věnují společné péči o mláďata. Novorozenci se rodí se zcela bílou srstí a až 5 let trvá, než dosáhne své konečné barvy. Mládě je odstaveno asi ve 2 letech, zatímco pohlavní dospělosti dosahuje ve 4 letech v případě samic a v 5–7 letech v případě samců. Zatímco samice jsou filopatrické (věrné domovské skupině), mladí samci rodnou tlupu opouštějí a tehdy vytvářejí zmiňované bakalářské skupiny.

### Predátoři
Hulmany zlaté ohrožují například levharti (Panthera pardus), dhoulové (Cuon alpinus), krajty tygrovité (Python morulus) i domácí psi. Právě kvůli hrozbě ze strany predátorů tráví tyto opice noc v bezpečí stromových korun. Riziko predace snižuje i život ve skupině; podobně jako jiné opice, i hulmani zlatí využívají poplachová, resp. kontaktní volání. Kontaktní volání má podobu krátkého zavrčení, jež napomáhá soudržnosti v rámci skupiny, ale zároveň nepoutá nevítanou pozornost okolí.

## Ohrožení a ochrana

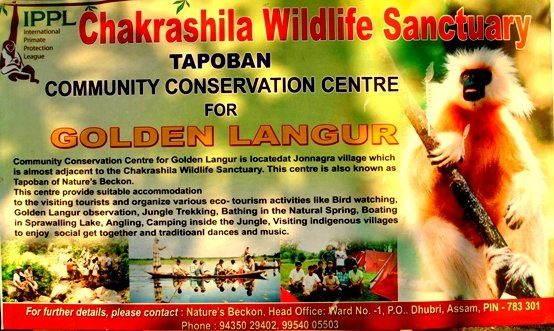
Plakát rezervace Chakrashila

Mezinárodní svaz ochrany přírody (IUCN) považuje hulmana zlatého ve svém vyhodnocení stavu ohrožení z roku 2024 za ohrožený druh (EN), objevoval se také v seznamu 25 nejohroženějších primátů světa, jenž IUCN pravidelně spoluvydává. Ačkoli lokálně mohou některé populace narůstat, celkový populační trend zůstává klesající. IUCN předpokládá celkový populační pokles o více než 50 % za poslední tři generace. V Indii je populační pokles nejprudší, snad o více než 60 % za tři generace.
Ohrožení pramení z malého areálu výskytu a celého souboru hrozeb, většinou souvisejících s lidskou činností. Souhrnná práce z roku 2003 analyzující ohrožení jihoasijských primátů mezi hrozby pro hulmana zlatého zařadila rozšiřování plantáží a pastvin, těžbu dřeva a jiné vegetace (pro palivové dříví, výrobu dřevěného uhlí nebo cenné dřevo), obecně růst lidské populace spojený s odlesňováním a fragmentací stanovišť, lokální obchod, pronásledování ze strany psů, vysokou úmrtnost mláďat a příbuzenské křížení. Dominantní příčinou ohrožení zůstává odlesňování a fragmentace vhodných stanovišť, jež představuje problém zejména v Indii. Například v letech 1970–1990 vymizely tyto opice hned v osmi lesních lokalitách. Více než 90 % populací hulmanů soustředí do rezervací, které však rovněž často nejsou nedotčené.
K výše zmíněným hrozbám lze přidat i některé další; například studie z roku 2011 informovala o hulmanech z rezervace Chakrashila, již uhynuli po dlouhodobé konzumaci listů kaučukovníků ošetřovaných insekticidy na bázi organochloridů. Problémem může být také hybridizace s jinými druhy, zejména hulmanem chocholatým (Trachypithecus pileatus), které může navíc napomáhat např. výstavba visutých mostů (řeky jinak slouží jako účinná fyzická bariéra).
Z hlediska legislativy je hulman zlatý chráněn jak v rámci Úmluvy o mezinárodním obchodu s ohroženými druhy volně žijících živočichů a planě rostoucích rostlin (CITES; příloha I), tak v rámci indického zákona o ochraně divoké zvěře z roku 1972, kde se mu dostává nejvyšší právní ochrany zakazující mj. zabití, odchyt i zájmový chov. Pro jeho ochranu nabývají na důležitosti zejména akce místních komunit. Například v Indii byl na konci 90. let 20. století hulman zlatý pokládán za nejohroženějšího primáta vůbec a nestabilní politická situace vedla k rapidnímu tempu odlesňování. Teprve ochranářský projekt z roku 1998 vedl ke kooperaci místních obyvatel s následnou lepší ochranou lesů a navýšení populací hulmanů. Zatímco roku 1997 čítala jen asi 1 500 jedinců, v letech 2007 až 2012 šlo již o 5 600 jedinců. V přilehlém Bhútánu sice ochrana biotopů závisí takřka dominantně na zvykovém právu místních obyvatel, situace je zde přesto optimističtější než v Indii a odhadovaný počet hulmanů zlatých činil podle studie z roku 2013 asi 6 600. V Indii se většina hulmanů soustředí do rezervace Chakrashila. V Bhútánu se vyskytují v Národním parku Džigme Sengge Wangčhuga, Národním parku Royal Manas, Národním parku Trumshingla a rezervaci Pipsu. Populace v zajetí k roku 2024 žila výhradně v Ásámské státní zoo. Zde jsou hulmani drženi již od roku 1960, sporadicky se od té doby objevovali i v jiných indických zoologických zahradách.